# Internationale Sozialistische Linke
L’Internationale Sozialistische Linke (« Gauche socialiste internationale », ISL) était un parti politique d'extrême gauche allemand, fondé en 2001. C'était, avec le Revolutionär Sozialistischer Bund, l'une des deux sections allemandes de la Quatrième Internationale. Ces deux organisations ont fusionné en décembre 2016 pour former l’Organisation socialiste internationaliste (Allemagne) (Internationale Sozialistische Organisation, ISO).